# Guéna LG
Guéna LG (né Guénaël Geay le 1er août 1979 à Bordeaux) est un producteur de musique,  DJ et remixeur français.
Il est le directeur du label Cherrytree France et responsable du marketing international chez Polydor (Universal Music France).

## Biographie
Depuis 2001, il a remixé certaines des plus grandes stars internationales comme Lady Gaga, Gwen Stefani, Kylie Minogue, les Black Eyed Peas, Britney Spears, Nicole Scherzinger, Sophie Ellis Bextor, Enrique Iglesias ou encore Mylène Farmer. 
Au total, la cinquantaine de remixes qu'il a créé représentent plus de 6 millions de ventes.
En 2003, il crée à Paris les soirées Glam As You dont il est DJ résident jusqu’en 2006.  
En 2013, il produit son premier single Brighter avec un featuring de Gravitonas, groupe co-créé par Alexander Bard et Henrik Wikström.
En novembre de la même année sort son second single, Stay Awake, avec en featuring le chanteur danois Bryan Rice. Pour ce morceau, Guéna LG a travaillé en collaboration avec Matthew Koma. 
En juin 2014 sort son premier EP sur lequel figurent, outre ses précédents singles, quatre nouveaux morceaux dont Back 2 Paradise avec en featuring la chanteuse Sophie Ellis Bextor.